# Carta de servicio

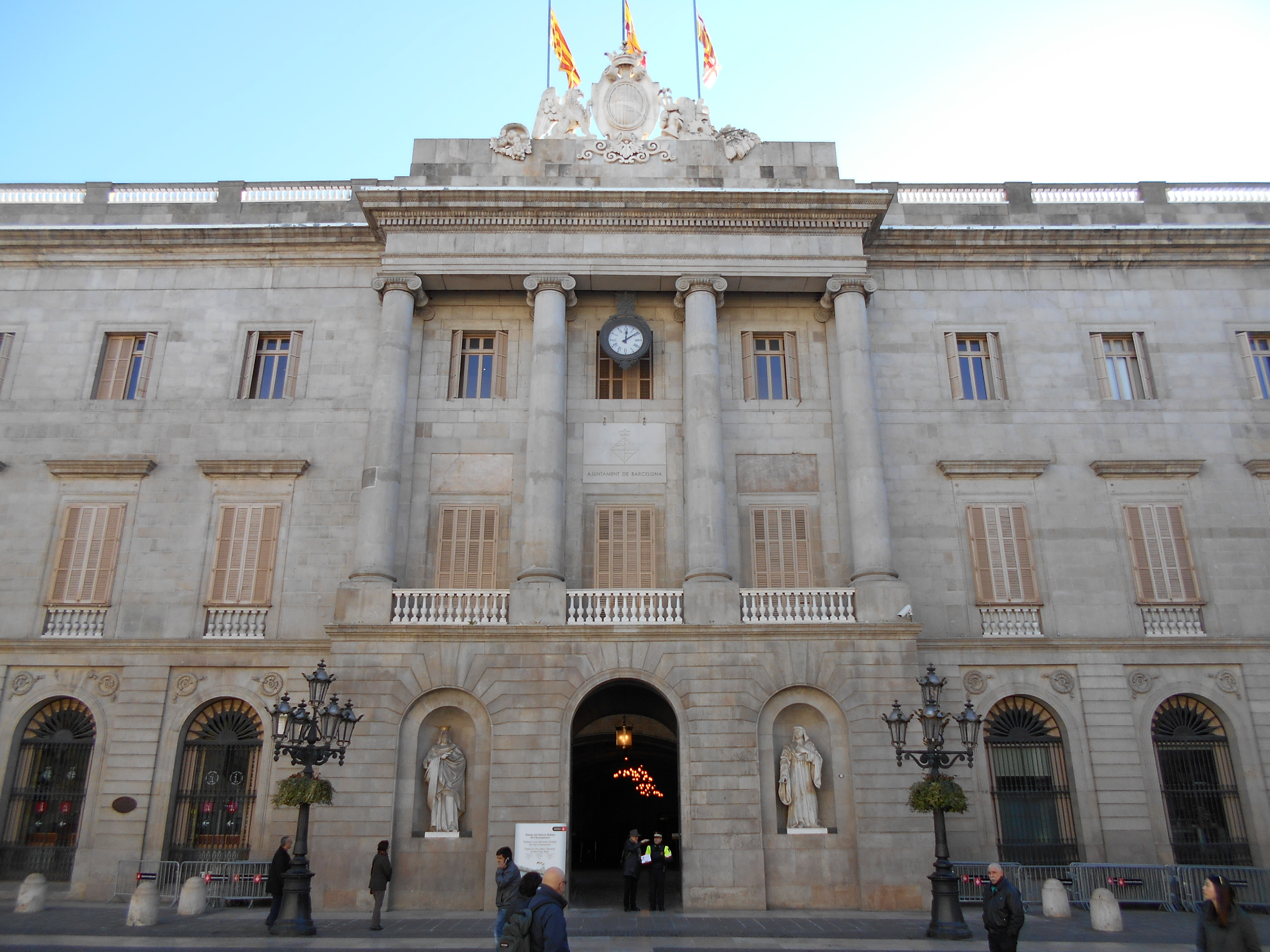
Ayuntamiento de Barcelona. Primera Administración Pública de España que publicó sus cartas de servicio en el año 1996.

Las cartas de servicio son documentos que explican los servicios que ofrecen las organizaciones o empresas, así como los compromisos de calidad que asumen en su prestación. Se trata de un instrumento ideado para informar sobre todas las cuestiones relativas al servicio. Tienen una clara perspectiva de orientación al cliente y de mejora continua del servicio.
Surgieron en el ámbito de la Administración Pública, como herramienta para mejorar las relaciones con los ciudadanos. El primer sistema de cartas de servicio fue presentado al Parlamento Británico en julio del 1991, con el objetivo de incrementar la calidad de los servicios públicos.
Algunos países como Francia, Bélgica, Portugal, Estados Unidos, Italia, Dinamarca, Canadá e Irlanda, entre otros, han establecido sus propias cartas de servicio para ofrecer una mejor información a los ciudadanos, así como para garantizar la calidad de los servicios.

## Objetivos de las cartas de servicio
- Acercar la organización a los clientes.
- Informar a los clientes sobre los niveles de calidad de los servicios prestados.
- Establecer un nivel adecuado de calidad de los servicios y comprometerse con su mantenimiento y mejora.
- Comunicar el esfuerzo de la organización para la mejora de los servicios.
- Establecer canales de comunicación con los clientes.
- Involucrar a los clientes, ofreciéndoles fórmulas de participación en los servicios.

- Fidelizar a los clientes.

## Ventajas de las cartas de servicio
Ventaja competitiva en el mercado. Los clientes pueden conocer de antemano lo que la empresa les ofrece, pudiendo comparar con los servicios de otras empresas.

## Las cartas de servicio en España
El Ayuntamiento de Barcelona fue la primera Administración Pública que española que publicó sus cartas de servicio, en el año 1996.
En el año 2004, la Comunidad de Madrid contaba con más de 140 cartas de servicio.
Las cartas de servicio constituyen hoy en día una herramienta muy valiosa en el mercado para las empresas que necesitan fidelizar a sus clientes y que quieran apostar por la calidad de sus servicios y el compromiso con sus clientes.